# 陳定
陳 定（ちん てい、チェン・ディン、簡体字：陈定、1992年8月5日 - ）は、中国・雲南省出身の陸上競技選手。競歩を専門種目とし、2012年ロンドンオリンピックで金メダルを獲得している。陳定のこの時の記録1時間18分46秒はオリンピック新記録であった。

## ロンドンオリンピック
ロンドンオリンピックにて陳定は、アジア人として初の男子競歩の金メダリストとなった。また、陳定は2004年アテネオリンピック男子110mHの劉翔以来史上2人目の中国代表の陸上競技金メダリストであった。陳定は1時間18分46秒で競技を終え、オリンピック新記録を樹立した。20km競歩は陳定の誕生日の前日に開催され、1日早い「素晴らしい贈り物」となった。チームメイトの王鎮と蔡澤林はそれぞれ3位と4位に入賞し、グアテマラのエリック・バロンドが彼らの間の2位に入った。